# INAFM1
INAFM1 (англ. InaF motif containing 1) – білок, який кодується однойменним геном, розташованим у людей на довгому плечі 19-ї хромосоми. Довжина поліпептидного ланцюга білка становить 142 амінокислот, а молекулярна маса — 14 668.
| 10         |  | 20         |  | 30         |  | 40         |  | 50         |
| ---------- |  | ---------- |  | ---------- |  | ---------- |  | ---------- |
| MRGTSCVGGG |  | AESPGGAGLS |  | EGPRGRWLRL |  | APVCAYFLCV |  | SLAAVLLAVY |
| YGLIWVPTRS |  | PAAPAGPQPS |  | APSPPCAARP |  | GVPPVPAPAA |  | ASLSCLLGVP |
| GGPRPQLQLP |  | LSRRRRYSDP |  | DRRPSRQTPR |  | ETPEAAEGRR |  | PG         |

A: Аланін

C: Цистеїн

D: Аспарагінова кислота

E: Глутамінова кислота

F: Фенілаланін

G: Гліцин

I: Ізолейцин

L: Лейцин

M: Метіонін

P: Пролін

Q: Глутамін

R: Аргінін

S: Серин

T: Треонін

V: Валін

W: Триптофан

Локалізований у мембрані.